# Hopf-Fläche
In der Mathematik ist die Hopf-Fläche eine gewisse 4-Mannigfaltigkeit. Sie wurde 1948 von Heinz Hopf gefunden als erstes Beispiel einer komplexen Fläche, die keine Kähler-Fläche ist.

## Konstruktion
Die zyklische Gruppe {\displaystyle \mathbb {Z} } wirke frei und eigentlich diskontinuierlich auf {\displaystyle \mathbb {C} ^{2}\setminus \left\{(0,0)\right\}}, zum Beispiel durch 
{\displaystyle n\cdot (z_{1},z_{2})=(2^{n}z_{1},2^{n}z_{2})} für {\displaystyle n\in \mathbb {Z} ,(z_{1},z_{2})\in \mathbb {C} ^{2}}.
Dann wird der Quotientenraum {\displaystyle \mathbb {Z} \backslash (\mathbb {C} ^{2}\setminus \left\{(0,0)\right\})} als Hopf-Fläche
bezeichnet.

## Eigenschaften
Eine Hopf-Fläche ist homöomorph zu {\displaystyle S^{1}\times S^{3}}, insbesondere kompakt. Sie ist eine komplexe Fläche. Weil die erste Betti-Zahl {\displaystyle b_{1}=1} ungerade ist, kann sie keine Kähler-Metrik besitzen. Insbesondere ist sie keine algebraische Fläche.
Die Abbildung {\displaystyle \left[(z_{1},z_{2})\right]\to \left[z_{1}\colon z_{2}\right]} definiert eine Faserung der Hopf-Fläche über der projektiven Gerade, deren Fasern elliptische Kurven sind.